# 九鬼隆都
九鬼 隆都（くき たかひろ）は、江戸時代後期の大名。丹波国綾部藩の第9代藩主。官位は従五位下大隅守、式部少輔。

## 略歴
第7代藩主・九鬼隆郷の次男として誕生。
先代藩主で兄の隆度の養子となる。文政4年（1821年）12月1日、11代将軍徳川家斉に拝謁する。文政5年（1822年）閏1月24日、養父隆度の隠居により、家督を相続した。文政6年12月16日、従五位下大隅守に叙任した。後に式部少輔に改める。
藩主としては有能で、佐藤信淵や奥山弘平らを招聘して農業政策を中心とした藩政改革に取り組み、さらに山鹿素水を招いて軍事の改革も行なった。弘化4年（1847年）には木綿会所を創設して専売制を実施し、藩財政をいくらかは再建することに成功した。この藩政における手腕は幕府にも高く評価され、安政2年（1855年）には幕府講武所総裁に任じられた。講武所における兵学の主軸が山鹿流となったのは、隆都が山鹿素水を通じた関係で、講武所頭取兼兵学師範役に、山鹿素水と相前後する山鹿流兵学の双璧であった窪田清音を推薦したことによる。
文久元年（1861年）6月10日、隠居し、長男隆備に家督を譲った慶応4年（1868年）7月27日、江戸から綾部に移住する許可を得る。明治3年10月、東京に移る。明治15年（1882年）に82歳で死去した。

## 系譜
- 父：九鬼隆郷（1780-1808）
- 母：不詳
- 養父：九鬼隆度（1800-1853）
- 正室：有馬久保の娘
- 継室：板倉勝俊の娘
  - 次男：大田原富清（1836-1862） - 大田原広清の養子
- 継々室：松平定永の娘
- 側室：佐里
  - 三男：九鬼隆義（1837-1891） - 九鬼精隆の養子
- 生母不明の子女
  - 長男：九鬼隆備（1834-1897）
  - 五男：一柳末徳（1850-1922） - 一柳末彦の養子
  - 六男：建部秀隆
  - 七男：九鬼寧隆
  - 女子：本庄道美正室
  - 女子：板倉勝敬正室
  - 女子：石川総邦正室